# Ampulla

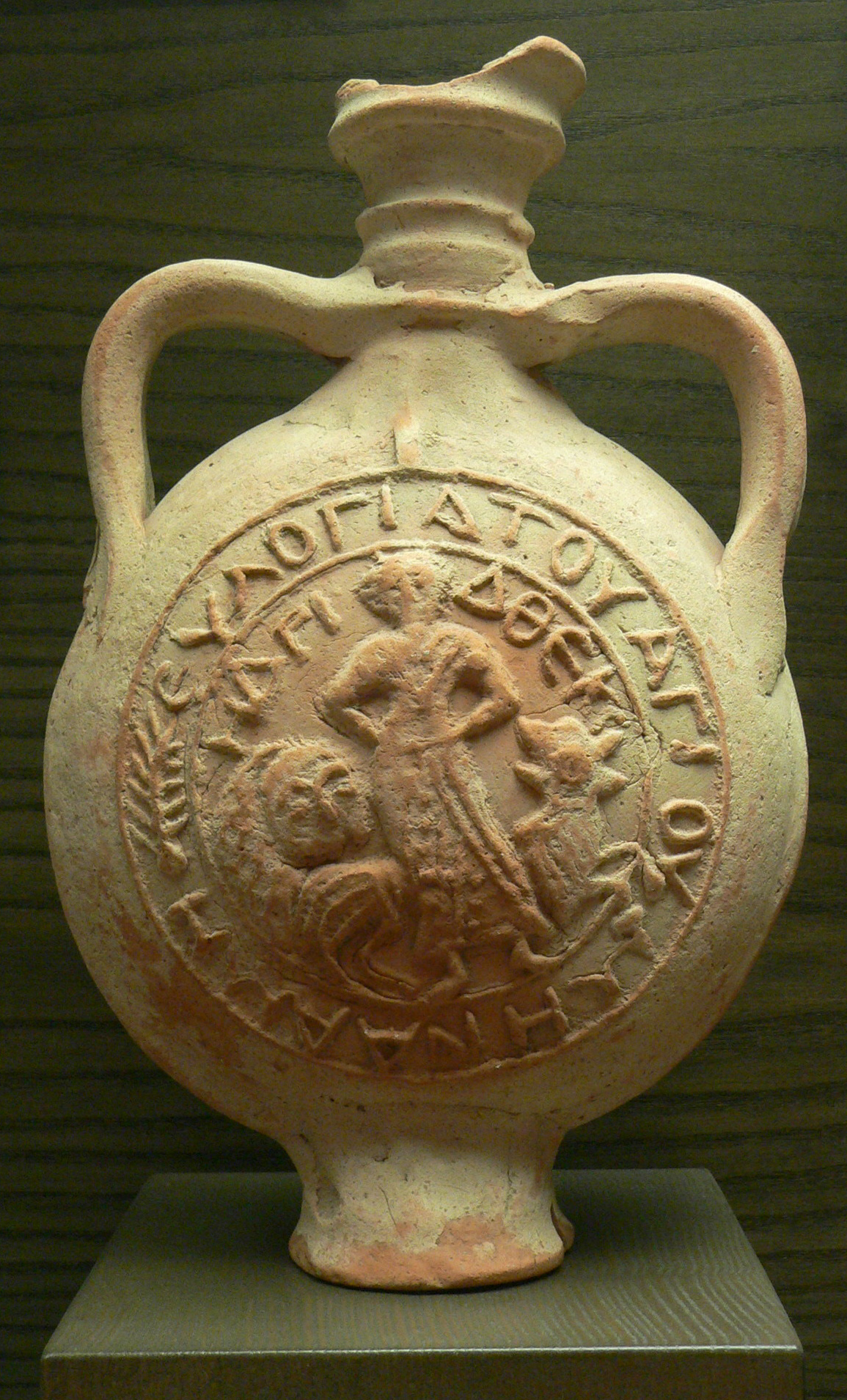
Ampoule à eulogie représentant saint Ménas et sainte Thècle (terre cuite, VIe siècle, musée du Louvre).

Une ampulla (pl. : ampullae) est, dans la Rome antique, un petit récipient rond, généralement doté de deux poignées, utilisé à des fins sacrées. Le mot, parfois francisé en ampoule, est utilisé pour ces fioles en archéologie, et pour des flacons ultérieurs, souvent sans anse et beaucoup plus plats, destinés à l'eau bénite ou à l'huile sainte au Moyen Âge, souvent achetées comme souvenirs de pèlerinages, comme les ampoules de Monza du VIe siècle. Les matériaux comprennent le verre, la céramique et le métal. Plus spécialisé, un unguentarium est un terme désignant une bouteille utilisée pour stocker du parfum, mais il existe un chevauchement considérable entre les deux termes, l'un défini par la forme et l'autre par le but.
La Sainte ampoule en verre fait partie des regalia françaises et est censée avoir des origines divines. Similaire, mais beaucoup plus récente, est l'ampoule des Joyaux de la Couronne britannique, un récipient creux en or en forme d'aigle à partir duquel l'huile d'onction est versée par l'archevêque de Canterbury lors de l'onction d'un nouveau souverain britannique lors de son couronnement. L'ampoule danoise, utilisée lors de l'onction du roi à l'époque de l'absolutisme, est de forme cylindrique, en or et décorée de motifs floraux émaillés et de diamants.